# Ayoze Pérez
Ayoze Pérez Gutiérrez (født 29. juli 1993) er en spansk professionel fodboldspiller, som spiller for La Liga-klubben Real Betis og Spaniens landshold.